# Sepulcro de Don Francisco Núñez, Abad de Husillos
El sepulcro de Don Francisco Núñez, Abad de Husillos es un monumento funerario fechado en 1501, obra del escultor Alejo de Vahía. Se encuentra ubicado en la nave del evangelio de la Catedral de Palencia, ocupando un nicho en el muro que delimita la capilla mayor.
José María Quadrado lo nombra por primera vez en la obra España, sus monumentos y Artes. Su Naturaleza e Historia, aunque aparece sin atribución. Lo mismo sucede con historiadores como Agapito y Revilla, M. Vielva, R. Navarro o J. Milicua. Wattenberg lo atribuye ya al Maestro de Santa Cruz, a quien posteriormente identificó con Rodrigo de León sobre un dato documental interpretado incorrectamente pero pronto corregido (Martín González, 1969). Por último se incluyó en el catálogo de obras de Alejo de Vahía realizado por Ara Gil en 1974.

## Descripción
La figura yacente apoya la cabeza en una abultada almohada y representa a un clérigo con bonete y casulla. En la mano llevaba una filacteria de la que actualmente sólo se conservan los extremos, pero en la que debía de figurar una inscripción en letras góticas. Los rasgos del rostro muestran un escaso interés por reproducir las facciones del difunto, viéndose por el contrario los ojos alargados, la boca tensa y la barbilla prominente y redondeada que es común a todas las representaciones del artista. El frontal de la urna está ricamente decorado. Dividido por pináculos en tres compartimentos, se representa en cada uno de ellos una figura en relieve, cobijada por un doselete de motivos flamígeros. En el centro aparece la Virgen con el Niño, de pie y con una gran corona. A la derecha está San Juan, con una copa en la mano, y a la izquierda, San Andrés, con un libro abierto y la cruz en aspa de su martirio. Todo el conjunto está encuadrado por dos pináculos entre los que se abre un gran arco conopial que cobija al carpanel del arcosolio. Las enjutas están decoradas con tracerías, labores vegetales y escudos. 
En el espacio comprendido entre los dos arcos hay una cartela sostenida por un ángel en la que figura una inscripción en caracteres góticos: FRANCISCUS NUÑEZ DOCTOR JURIS UTRIUSQ – ABBAS DE HUSILLOS HIC UNUS CANONICORUM – CONSILIARIUS AUTEM REGŪ QUAM REVERENDUS – CONDITUR HOC TUMULO SED VITA GAUDET UTRAQ – OBIIT NON. MARTII ANNO DNI. M.º D.º I.. 
El intradós del arco está decorado con labores vegetales caladas, en las que ya apunta un deseo de buscar la simetría.

## Galería de imágenes

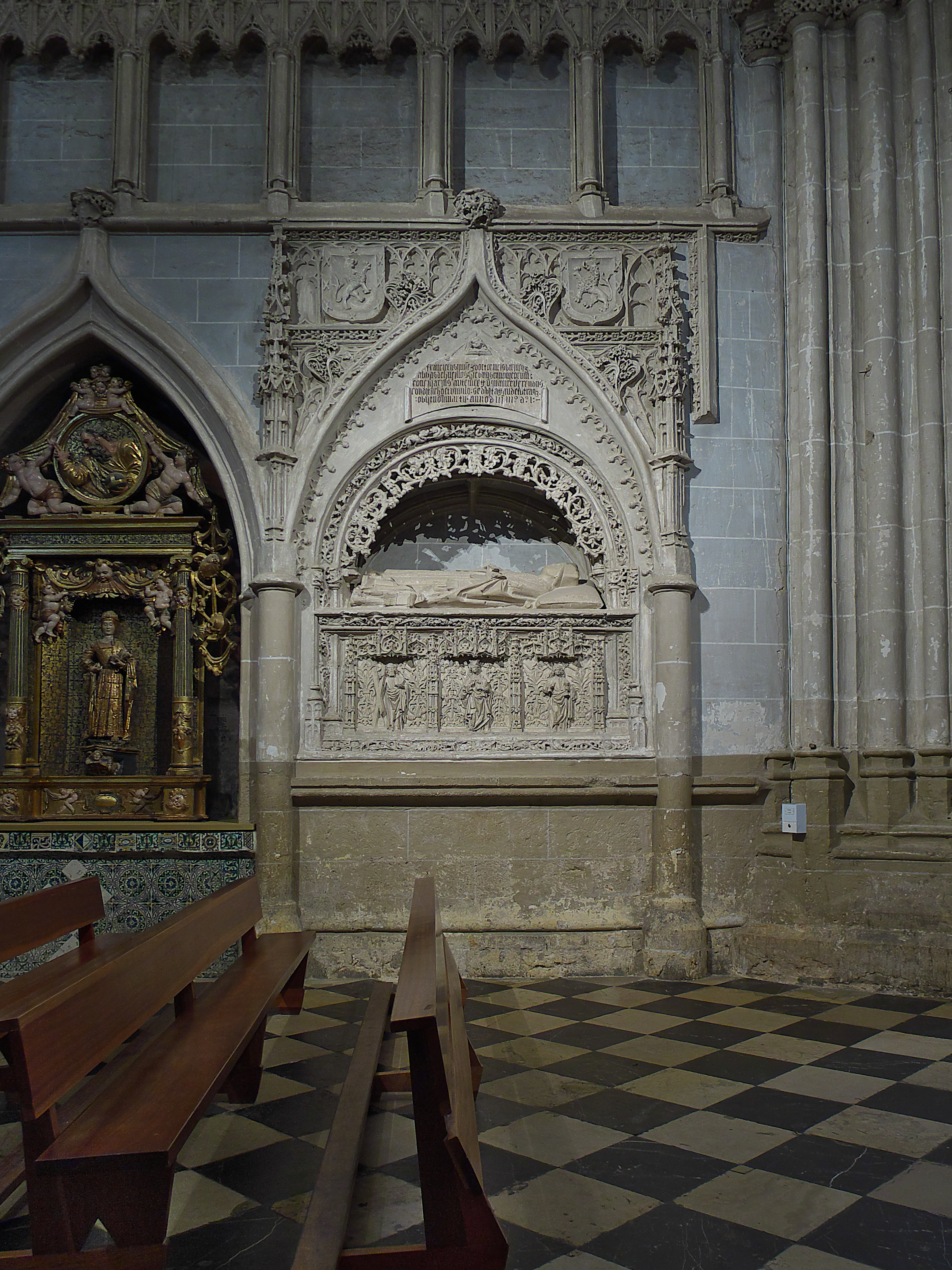
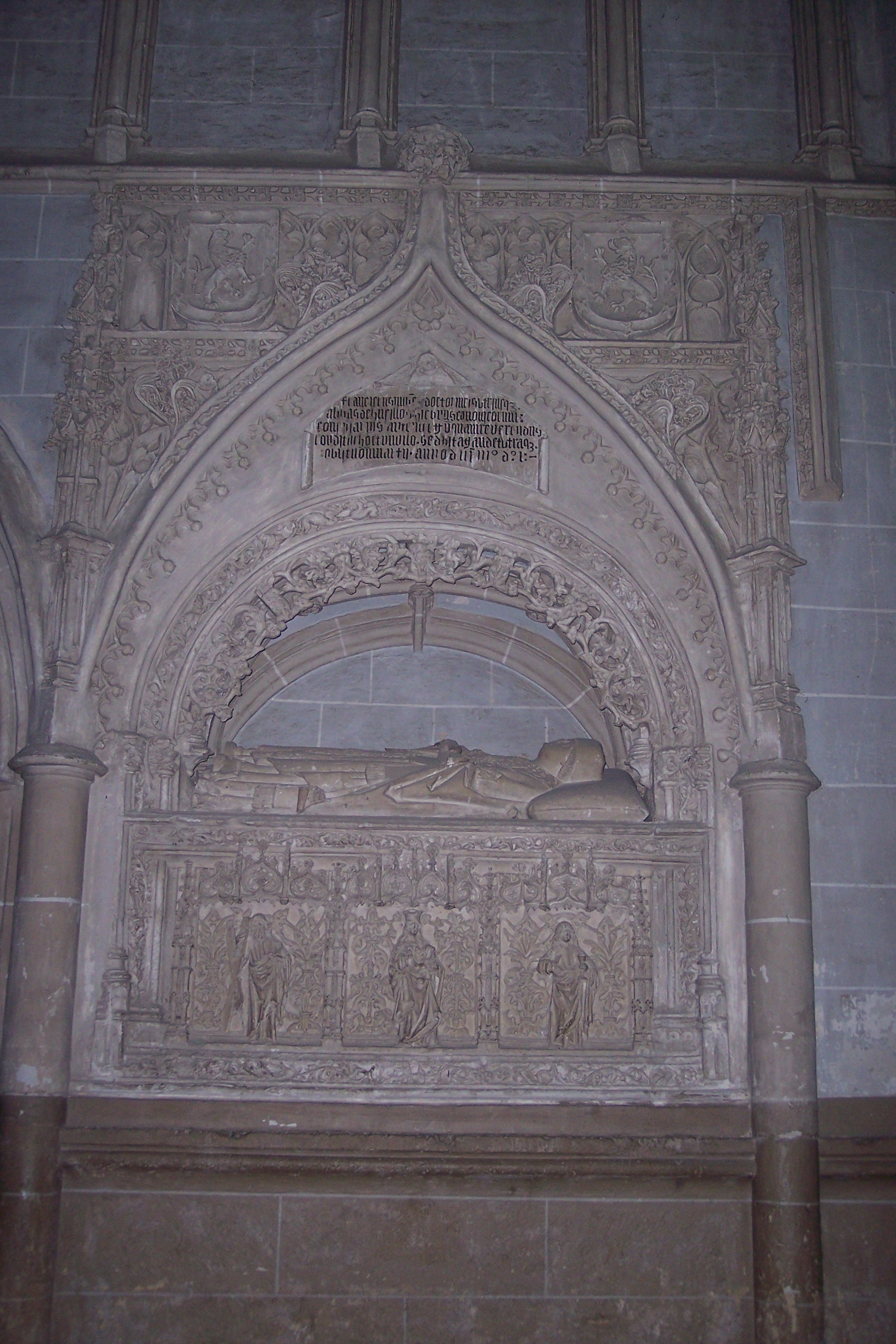
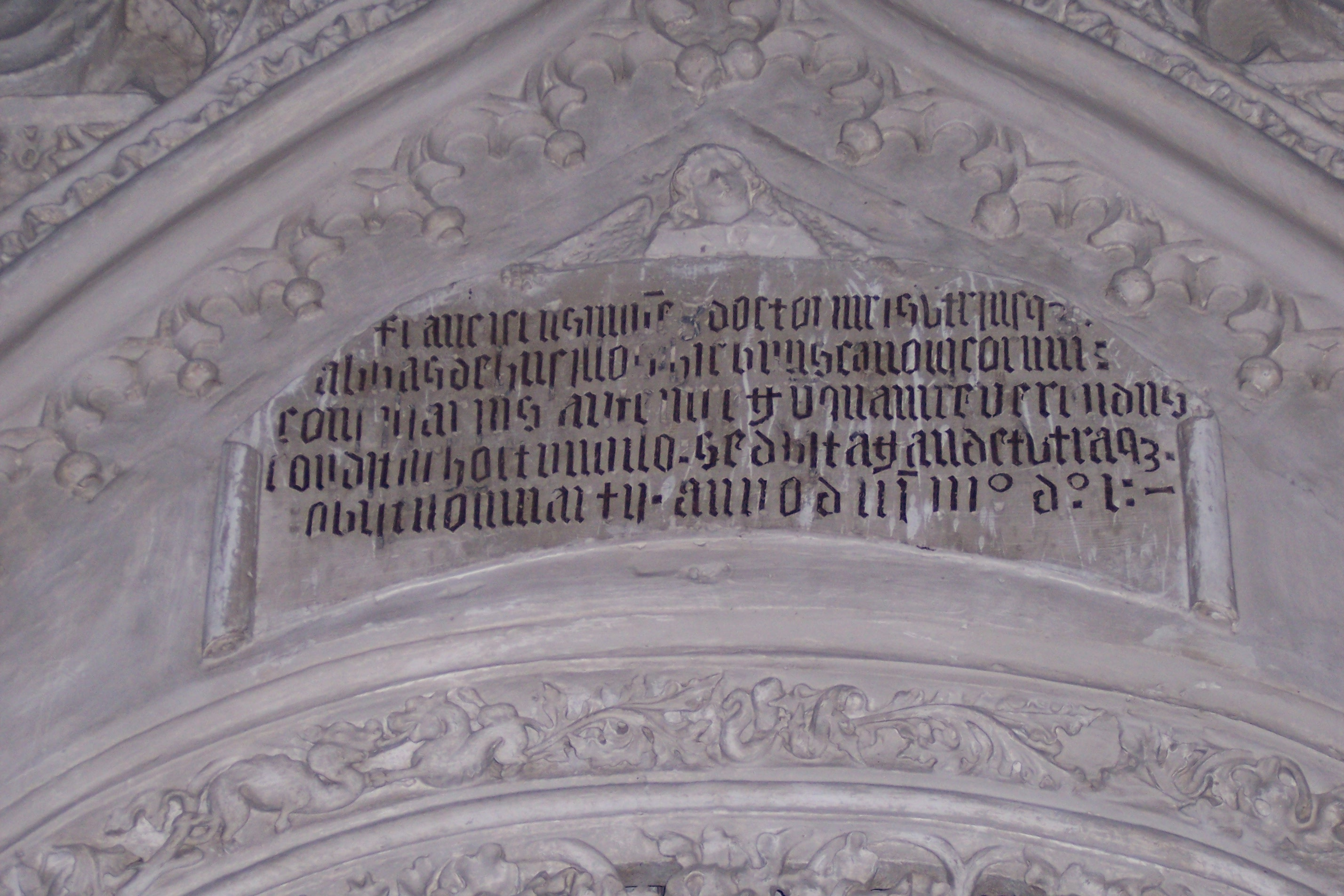
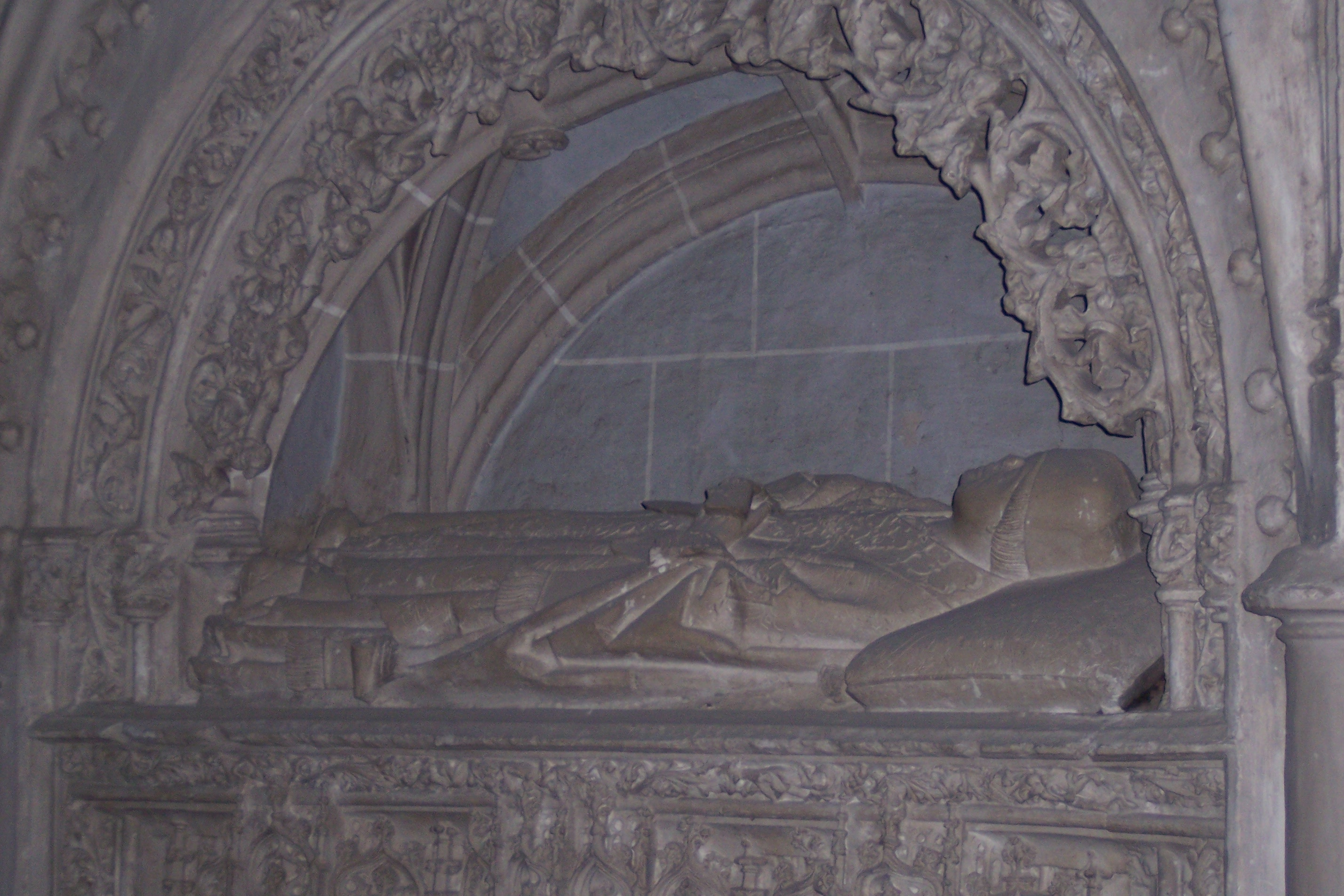